# Icovel·launa
Icovel·launa era una deessa celta adorada en la Gàl·lia, sobretot a l'est de Bèlgica. Emanació de la deessa-mare celta Herta, presideix els corrents d'aigües turbulentes i sagrades provinents de les entranyes de la Terra.

## Els llocs de culte prop de les fonts sagrades
El lloc de culte entre els mediomàtrics era un temple, amb l'interior circular i l'exterior octogonal, situat en un lloc anomenat Le Sablon, en Metz, construït originalment en una font que omplia un pou hexagonal. En aquest pou s'han trobat cinc inscripcions dedicades a aquesta deessa. Es coneix en Trèveris un santuari dels trèvers, on Icovel·launa va ser honrada en una inscripció que es troba en el temple de Altbachtal. Tots dos llocs estan a la vall del Mosel·la, a l'est de la Gàl·lia, on actualment és la Lorena de França per part de Metz, i la Renània-Palatinat d'Alemanya per part de Trèveris.
Icovel·launa està qualificada de «la més sagrada divinitat» en l'exvot que s'associa sovint amb la deessa Mogontia, que és un nom específic de la deessa-mare Herta, originària de Magúncia.
En Borgonya, Icovel·launa era venerada en la font de Bonnefontaine. Associada a altres déus complementaris per a la curació, de vegades dues (parella de protecció) o tres (tríada de protecció), és l'origen que la majoria de les localitats amb aigües termals s'anomenin «Bonne Fontaine» (Bona font).

## Divinitat dels rius
Un cas descriptiu, fent una rudimentària al·lusió a la fisiologia divina, es pot descompondre el vocable celta en dos segments:
- Ico(r) és un prefix que significa la sang de la deessa de la terra. La podem relacionar amb la paraula heretada del grec, Icor (la sang dels déus).
- wellauna és una paraula gal·la que significa vena o vènula. La paraula original prové de l'indoeuropeu * uel, que va originar el verb alemany Wallen (bullir, ondulat, flotar) i el derivat de Wallfahrt (pelegrinatge), que s'aplica a les fonts, als pous més o menys verticals i també a l'extensió horitzontal del riu que drena part de les aigües sagrades. Per tant, sovint s'aplica únicament al canal d'aigua corrent en una vall. Es pot trobar Velauna o Welauna, amb el so inicial [w] com una forma evolucionada dels hidrònims actuals Vologne, Valogne ... o Ell, Ill Illón, Elle ...

La unió de les dues paraules, amb una alta distinció religiosa o sagrada, pot significar «la vena sagrada on flueix la sang de la deessa-terra». No obstant això, hi ha variacions en l'expressió del primer terme de fixació: 
- la paraula gal·la suco, en el sentit de saba, «la saba divina», pot ser preferida pels sacerdots locals. L'origen sembla potser menys efusiu, fent que sigui una força més vegetal que animal.
- la paraula gal·la sacco o sago, significa que una força mecànica (un altre origen diví) extirpa o expulsa amb violència un líquid des de les entranyes de la terra. Això indica, segons la mitologia celta, que l'aigua és una llet divina.
- la paraula gal·la ixo o issor, propera a la paraula llatina exire (en antic francès isir), indica una expulsió divina.

Per tant, és possible assumir l'origen de la paraula gal·la Isalo o Isla, a l'origen d'IJssel o dels rius Eila o Ile. També és possible relacionar amb el nom del riu sagrat Icauna (en llatí Icaunus), actualment Yonne. Aquesta seria una forma tardana alterada o simplificada d'Icovel·launa. Vegeu l'estranya proximitat fonètica amb Sequana (etínom Sucovellauna) i Sagona (Sagovellauna), deessa protectora del Sena i del Saona. Les consonants /s/ venen del prefix * suco, i les diferències generals són un llegat de com es pronunciava antigament. Des del punt de vista de l'especialista, el Sena, Yonne i Saona són parents.